# 黒田重雄
黒田 重雄（くろだ しげお、1940年 - ）は、日本の経営学者。北海道大学名誉教授。北海学園大学開発研究所特別研究員。学位は、博士（経営学）（北海道大学）。瑞宝中綬章受章。

## 来歴
- 北海道恵庭市生まれ
- 札幌市立信濃小学校卒
- 北海道札幌東高等学校卒[1]
- 小樽商科大学商学部卒
- 1970年 一橋大学大学院商学研究科博士課程修了、指導教官伊大知良太郎[2]
- 同年、北海道大学経済学部専任講師
- 1972年 同経済学部助教授
- 1982年 同経済学部教授
- 2002年 北海道大学を退官。同名誉教授。北海学園大学経営学部教授・同大学院経営学研究科教授。
- 2010年 北海学園大学を定年退職。[3]
- 2020年 瑞宝中綬章受章[4][5]

日本商店街学会会長や北海道マーケティング協会運営副委員長などを歴任。この他、北海学園大学経営学部非常勤講師（2011年～2015年）、北海学園大学大学院経営学研究科非常勤講師（2010年～2015年）

## 研究領域
マーケティングにおける消費者行動の国際比較など主にマーケティングや比較マーケティングの研究を手がける。

## 主著

### 単著
- 『消費者行動と商業環境』 （北海道大学図書刊行会、1982年）
- 『比較マーケティング』 （千倉書房、1996年）
- 『北海道をマーケティングする』（現在はHP「黒田重雄.jp」での電子出版、2008年）

### 共著
- 伊大知良太郎編『経済統計講義』（青林書院新社、1971年）
- 小林好宏・三浦収編『現代経済学の政策論』（新評論、1980年）
- 北海道ミックス研究会編『北海道・明日への挑戦』（楽游書房、1991年）
- 佐藤芳彰・坂本英樹『現代商学原論―交換や取引の方式を考える』（千倉書房、2000年）
- 菊地均・佐藤芳彰・坂本英樹『現代マーケティングの基礎』（千倉書房 、2001年）
- 伊藤友章・世良耕一ほか『市場対応の経営』（千倉書房 、2004年）
- 佐藤耕紀・遠藤雄一・五十嵐元一・田中史人『現代マーケティングの理論と応用』（同文館出版、2009年）
- 伊藤友章・赤石篤紀ほか『市場志向の経営』（千倉書房 、2007年初版・2010年第3版）

等のほか多数